# Babiana villosa
Babiana villosa är en irisväxtart som först beskrevs av William Aiton, och fick sitt nu gällande namn av Ker Gawl. Babiana villosa ingår i släktet Babiana och familjen irisväxter. Inga underarter finns listade i Catalogue of Life.

## Bildgalleri

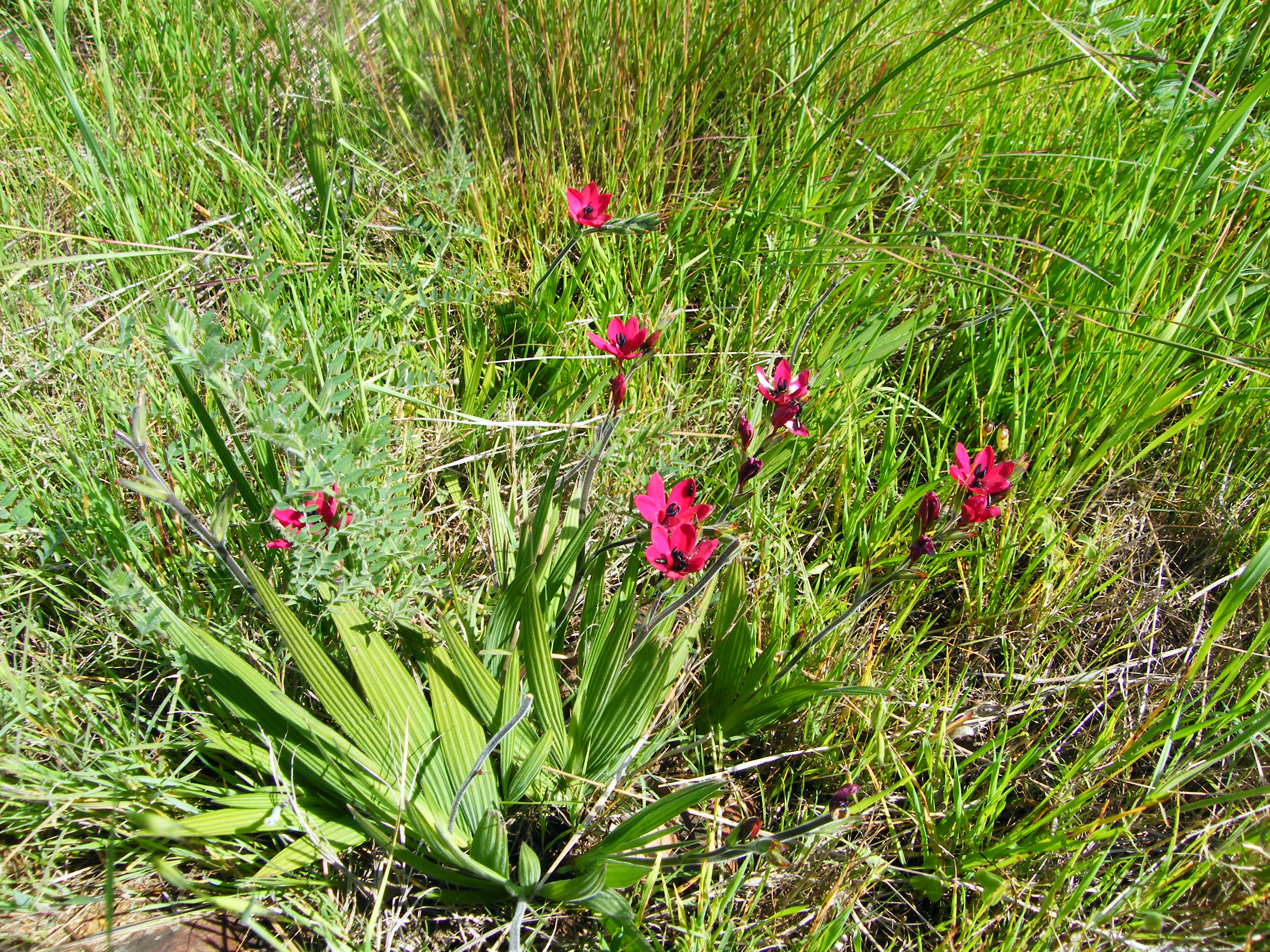
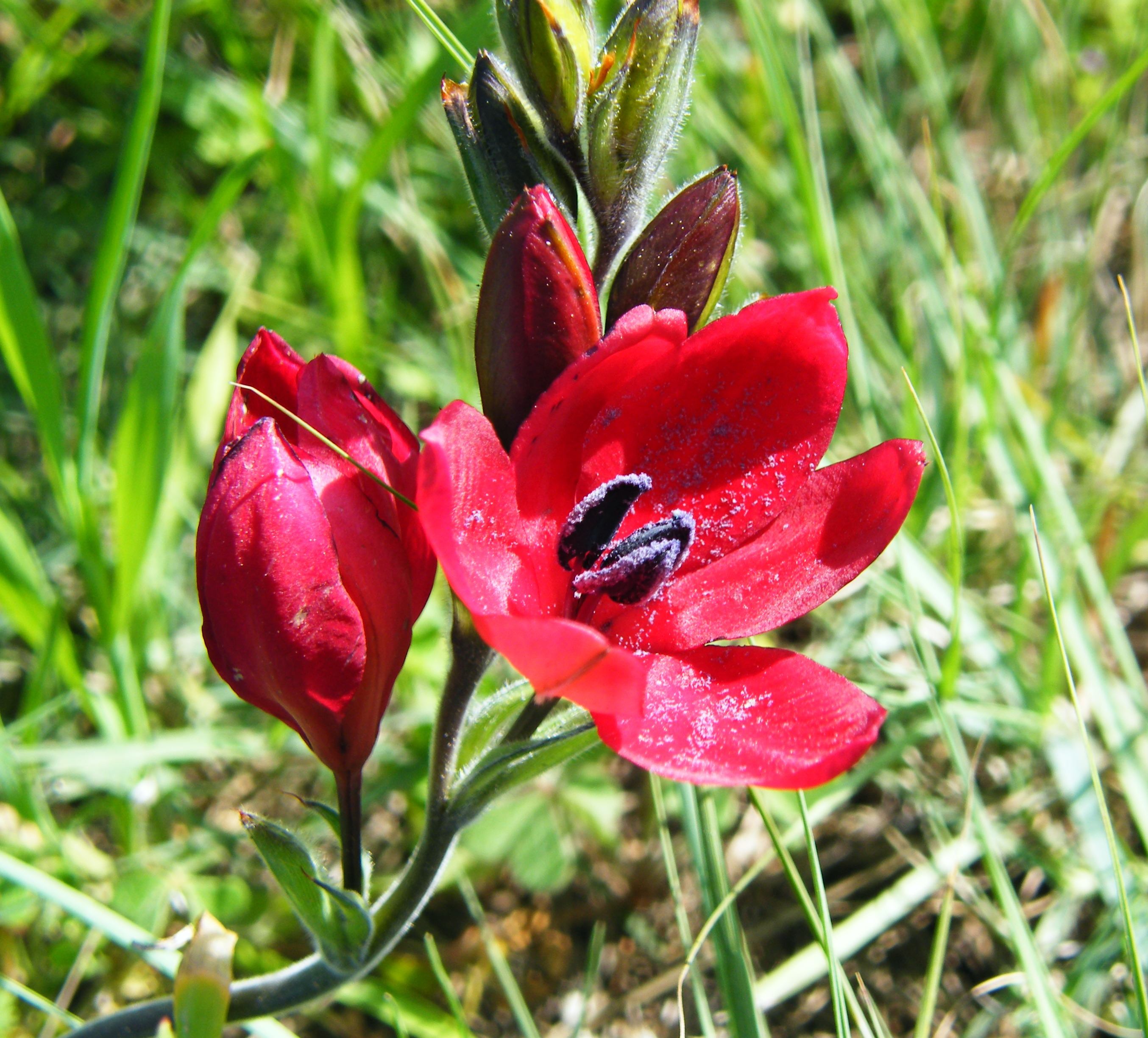